# El Cangrejo
El Cangrejo är en ort i Mexiko.   Den ligger i kommunen Del Nayar och delstaten Nayarit, i den centrala delen av landet, 600 km nordväst om huvudstaden Mexico City. El Cangrejo ligger 1 470 meter över havet och antalet invånare är 144.
Terrängen runt El Cangrejo är kuperad åt sydväst, men åt nordost är den bergig. Terrängen runt El Cangrejo sluttar österut. Runt El Cangrejo är det mycket glesbefolkat, med 5 invånare per kvadratkilometer. Närmaste större samhälle är Los Encinos, 16,7 km väster om El Cangrejo. I omgivningarna runt El Cangrejo växer huvudsakligen savannskog.